# Cuvierichelys parisiensis
Emys parisiensis, Ocadia parisiensis, Palaeochelys parisiensis
Espèce
Synonymes
- Emys parisiensis , Gray, 1831
- Ocadia parisiensis, Gray 1831
- Palaeochelys parisiensis Gray 1831

Cuvierichelys parisiensis est une espèce éteinte de tortues de la super-famille des Testudinoidea.

## Publication
L'espèce a été publiée en 1831 par le zoologiste britannique John Edward Gray (1800-1875),.

## Synonymes
L'espèce a trois synonymes :
- Emys parisiensis, Gray, 1831
- Ocadia parisiensis, Gray 1831
- Palaeochelys parisiensis Gray 1831